# Meijin 2022
Il Meijin 2022 è stata la 47ª edizione del torneo goistico giapponese Meijin. In questa edizione il campione in carica Yūta Iyama, dopo due vittorie consecutive, ha dovuto cedere il titolo allo sfidante Toramaru Shibano, che aveva già vinto una volta il titolo nel 2019.

## Qualificazioni
|  | Quarti di finale | Quarti di finale | Quarti di finale |              |               | Semifinali    | Semifinali | Semifinali |  |  | Finale | Finale | Finale |  |
|  |                  |                  |                  |              |               |               |            |            |  |  |        |        |        |  |
|  | Tatsuya Shida    | Tatsuya Shida    | 1                |              |               |               |            |            |  |  |        |        |        |  |
|  | Tatsuya Shida    | Tatsuya Shida    | 1                |              |               |               |            |            |  |  |        |        |        |  |
|  | Kiyonari Tetsuya | Kiyonari Tetsuya | 0                |              |               |               |            |            |  |  |        |        |        |  |
|  | Kiyonari Tetsuya | Kiyonari Tetsuya | 0                |              | Tatsuya Shida | Tatsuya Shida | 1          |            |  |  |        |        |        |  |
|  |                  |                  |                  |              | Tatsuya Shida | Tatsuya Shida | 1          |            |  |  |        |        |        |  |
|  |                  |                  | Shinji Takao     | Shinji Takao | 0             |               |            |            |  |  |        |        |        |  |
|  | Atsushi Sada     | Atsushi Sada     | Shinji Takao     | Shinji Takao | 0             | 0             |            |            |  |  |        |        |        |  |
|  | Atsushi Sada     | Atsushi Sada     |                  |              |               |               |            |            |  |  |        |        |        |  |
|  | Shinji Takao     | Shinji Takao     | 1                |              |               |               |            |            |  |  |        |        |        |  |
|  | Shinji Takao     | Shinji Takao     | 1                |              | Tatsuya Shida | Tatsuya Shida | 1          |            |  |  |        |        |        |  |
|  |                  |                  |                  |              |               |               |            |            |  |  |        |        |        |  |
|  |                  |                  | Rin Kono         | Rin Kono     | 0             |               |            |            |  |  |        |        |        |  |
|  | Makoto Son       | Makoto Son       | Rin Kono         | Rin Kono     | 0             | 1             |            |            |  |  |        |        |        |  |
|  | Makoto Son       | Makoto Son       |                  |              |               |               |            |            |  |  |        |        |        |  |
|  | Masaki Ogata     | Masaki Ogata     | 0                |              |               |               |            |            |  |  |        |        |        |  |
|  | Masaki Ogata     | Masaki Ogata     | 0                |              | Makoto Son    | Makoto Son    | 0          |            |  |  |        |        |        |  |
|  |                  |                  |                  |              | Makoto Son    | Makoto Son    | 0          |            |  |  |        |        |        |  |
|  |                  |                  | Rin Kono         | Rin Kono     | 1             |               |            |            |  |  |        |        |        |  |
|  | Junya Iida       | Junya Iida       | Rin Kono         | Rin Kono     | 1             | 0             |            |            |  |  |        |        |        |  |
|  | Junya Iida       | Junya Iida       |                  |              |               |               |            |            |  |  |        |        |        |  |
|  | Rin Kono         | Rin Kono         | 1                |              |               |               |            |            |  |  |        |        |        |  |

|  | Quarti di finale  | Quarti di finale  | Quarti di finale |                 |                   | Semifinali        | Semifinali | Semifinali |  |  | Finale | Finale | Finale |  |
|  |                   |                   |                  |                 |                   |                   |            |            |  |  |        |        |        |  |
|  | Takashi Tsuneishi | Takashi Tsuneishi | 1                |                 |                   |                   |            |            |  |  |        |        |        |  |
|  | Takashi Tsuneishi | Takashi Tsuneishi | 1                |                 |                   |                   |            |            |  |  |        |        |        |  |
|  | Toru Taniguchi    | Toru Taniguchi    | 0                |                 |                   |                   |            |            |  |  |        |        |        |  |
|  | Toru Taniguchi    | Toru Taniguchi    | 0                |                 | Takashi Tsuneishi | Takashi Tsuneishi | 0          |            |  |  |        |        |        |  |
|  |                   |                   |                  |                 | Takashi Tsuneishi | Takashi Tsuneishi | 0          |            |  |  |        |        |        |  |
|  |                   |                   | Xie Yimin        | Xie Yimin       | 1                 |                   |            |            |  |  |        |        |        |  |
|  | Cho Chikun        | Cho Chikun        | Xie Yimin        | Xie Yimin       | 1                 | 0                 |            |            |  |  |        |        |        |  |
|  | Cho Chikun        | Cho Chikun        |                  |                 |                   |                   |            |            |  |  |        |        |        |  |
|  | Xie Yimin         | Xie Yimin         | 1                |                 |                   |                   |            |            |  |  |        |        |        |  |
|  | Xie Yimin         | Xie Yimin         | 1                |                 | Xie Yimin         | Xie Yimin         | 0          |            |  |  |        |        |        |  |
|  |                   |                   |                  |                 |                   |                   |            |            |  |  |        |        |        |  |
|  |                   |                   | Atsushi Ida      | Atsushi Ida     | 1                 |                   |            |            |  |  |        |        |        |  |
|  | Atsushi Ida       | Atsushi Ida       | Atsushi Ida      | Atsushi Ida     | 1                 | 1                 |            |            |  |  |        |        |        |  |
|  | Atsushi Ida       | Atsushi Ida       |                  |                 |                   |                   |            |            |  |  |        |        |        |  |
|  | Norimoto Yoda     | Norimoto Yoda     | 0                |                 |                   |                   |            |            |  |  |        |        |        |  |
|  | Norimoto Yoda     | Norimoto Yoda     | 0                |                 | Atsushi Ida       | Atsushi Ida       | 1          |            |  |  |        |        |        |  |
|  |                   |                   |                  |                 | Atsushi Ida       | Atsushi Ida       | 1          |            |  |  |        |        |        |  |
|  |                   |                   | Yoshihiro Koike  | Yoshihiro Koike | 0                 |                   |            |            |  |  |        |        |        |  |
|  | Yoshihiro Koike   | Yoshihiro Koike   | Yoshihiro Koike  | Yoshihiro Koike | 0                 | 1                 |            |            |  |  |        |        |        |  |
|  | Yoshihiro Koike   | Yoshihiro Koike   |                  |                 |                   |                   |            |            |  |  |        |        |        |  |
|  | Nobuaki Anzai     | Nobuaki Anzai     | 0                |                 |                   |                   |            |            |  |  |        |        |        |  |

|  | Quarti di finale | Quarti di finale | Quarti di finale |                  |                 | Semifinali      | Semifinali | Semifinali |  |  | Finale | Finale | Finale |  |
|  |                  |                  |                  |                  |                 |                 |            |            |  |  |        |        |        |  |
|  | Akihiko Fujita   | Akihiko Fujita   | 1                |                  |                 |                 |            |            |  |  |        |        |        |  |
|  | Akihiko Fujita   | Akihiko Fujita   | 1                |                  |                 |                 |            |            |  |  |        |        |        |  |
|  | Taira Iwamaru    | Taira Iwamaru    | 0                |                  |                 |                 |            |            |  |  |        |        |        |  |
|  | Taira Iwamaru    | Taira Iwamaru    | 0                |                  | Akihiko Fujita  | Akihiko Fujita  | 1          |            |  |  |        |        |        |  |
|  |                  |                  |                  |                  | Akihiko Fujita  | Akihiko Fujita  | 1          |            |  |  |        |        |        |  |
|  |                  |                  | Daisuke Murakawa | Daisuke Murakawa | 0               |                 |            |            |  |  |        |        |        |  |
|  | Riki Yokotsuka   | Riki Yokotsuka   | Daisuke Murakawa | Daisuke Murakawa | 0               | 0               |            |            |  |  |        |        |        |  |
|  | Riki Yokotsuka   | Riki Yokotsuka   |                  |                  |                 |                 |            |            |  |  |        |        |        |  |
|  | Daisuke Murakawa | Daisuke Murakawa | 1                |                  |                 |                 |            |            |  |  |        |        |        |  |
|  | Daisuke Murakawa | Daisuke Murakawa | 1                |                  | Akihiko Fujita  | Akihiko Fujita  | 0          |            |  |  |        |        |        |  |
|  |                  |                  |                  |                  |                 |                 |            |            |  |  |        |        |        |  |
|  |                  |                  | Yu Zhengqi       | Yu Zhengqi       | 1               |                 |            |            |  |  |        |        |        |  |
|  | Tomoyasu Mimura  | Tomoyasu Mimura  | Yu Zhengqi       | Yu Zhengqi       | 1               | 1               |            |            |  |  |        |        |        |  |
|  | Tomoyasu Mimura  | Tomoyasu Mimura  |                  |                  |                 |                 |            |            |  |  |        |        |        |  |
|  | Kenya Onishi     | Kenya Onishi     | 0                |                  |                 |                 |            |            |  |  |        |        |        |  |
|  | Kenya Onishi     | Kenya Onishi     | 0                |                  | Tomoyasu Mimura | Tomoyasu Mimura | 0          |            |  |  |        |        |        |  |
|  |                  |                  |                  |                  | Tomoyasu Mimura | Tomoyasu Mimura | 0          |            |  |  |        |        |        |  |
|  |                  |                  | Yu Zhengqi       | Yu Zhengqi       | 1               |                 |            |            |  |  |        |        |        |  |
|  | Hiroki Muramatsu | Hiroki Muramatsu | Yu Zhengqi       | Yu Zhengqi       | 1               | 0               |            |            |  |  |        |        |        |  |
|  | Hiroki Muramatsu | Hiroki Muramatsu |                  |                  |                 |                 |            |            |  |  |        |        |        |  |
|  | Yu Zhengqi       | Yu Zhengqi       | 1                |                  |                 |                 |            |            |  |  |        |        |        |  |

## Torneo
Lo sfidante è determinato tramite una lega composta da nove giocatori, che si sfidano in nove turni di quattro incontri l'uno, da disputarsi una volta al mese da dicembre 2021 ad agosto 2022.
| Giocatore        | R.I. | K.K.  | N.H. | K.Y.  | M.K.  | T.S. | I.A. | S.T.  | Y.Z.  | Risultato | Note                    |
| ---------------- | ---- | ----- | ---- | ----- | ----- | ---- | ---- | ----- | ----- | --------- | ----------------------- |
| Ryo Ichiriki     | –    | N+R   | B+R  | N+R   | B+R   | X    | B+R  | N+4,5 | X     | 6-2       |                         |
| Kyo Kagen        | X    | –     | N+R  | X     | X     | X    | N+R  | B+R   | X     | 3-5       |                         |
| Naoki Hane       | X    | X     | –    | X     | B+0,5 | X    | B+R  | X     | B+3,5 | 3-5       | Retrocesso              |
| Keigo Yamashita  | X    | N+R   | B+R  | –     | N+1,5 | X    | N+R  | X     | X     | 4-4       |                         |
| Katsuya Motoki   | X    | B+1,5 | X    | X     | –     | B+R  | X    | X     | X     | 2-6       | Retrocesso              |
| Toramaru Shibano | B+R  | N+R   | B+R  | N+4,5 | X     | –    | N+R  | B+R   | N+R   | 7-1       | Qualificato alla finale |
| Atsushi Ida      | X    | X     | X    | X     | N+4,5 | X    | –    | N+1,5 | B+R   | 3-5       | Retrocesso              |
| Tatsuya Shida    | X    | X     | B+R  | N+3,5 | B+R   | X    | X    | –     | N+1,5 | 4-4       |                         |
| Yu Zhengqi       | N+R  | B+R   | X    | B+R   | N+R   | X    | X    | X     | –     | 4-4       |                         |

## Finale
La finale è una sfida al meglio delle sette partite tra il vincitore della Lega e il detentore del titolo, Yūta Iyama.